# Dirk Crois
Dirk Crois, född den 18 april 1961 i Brugge i Belgien, är en belgisk roddare.
Han tog OS-silver i dubbelsculler i samband med de olympiska roddtävlingarna 1984 i Los Angeles.